# Superseven chiama Cairo
Superseven chiama Cairo («Supersiete llama a El Cairo» en español) es una película de espías italiana de 1965 dirigida por Umberto Lenzi y adaptada de su propia novela del mismo nombre escrita bajo el seudónimo de «H. Humbert». Está protagonizada por Roger Browne como el agente secreto titular junto a Fabienne Dali, Massimo Serato y Rosalba Neri. Filmada principalmente en Egipto, la película está fuertemente inspirada en las primeras películas de James Bond protagonizadas por Sean Connery. Le sigue Le spie amano i fiori en la que Browne repite su papel de Martin Stevens, y Lenzi vuelve a escribir y dirigir la película.

## Argumento
El baltonio, un metal recién descubierto que es cien veces más radiactivo que el uranio, ha sido robado de una estación de investigación nuclear en Liverpool. El ladrón, un agente soviético, instaló el metal en la lente de una cámara Super 8 y lo pasó de contrabando a El Cairo, donde accidentalmente terminó en manos de un turista. Michael Stevens, agente secreto del Servicio Secreto Británico, es asignado para recuperar el baltonio.
Al llegar a El Cairo, Stevens se encuentra con Faddja, quien se supone que lo espiará en nombre del villano Alex, que también busca el metal. Más tarde busca el baltonio con la ayuda de Denise, quien le había vendido la cámara al turista. Es perseguido por la gente de Alex, que lleva a cabo múltiples ataques contra él, de los que escapa por poco.
La búsqueda lleva a Stevens a Locarno y Roma. En Italia entra en posesión de la cámara. Cuando tiene la película adentro revelada, descubre pruebas de que Denise en realidad está trabajando con Alex. Poco después, Alex y Denise lo capturan y lo llevan a un lago en una lancha a motor. Allí Stevens logra liberarse de sus ataduras con la ayuda de Faddja, quien está enamorada de él. Los dos saltan del bote después de que Stevens detone una minibomba escondida en su zapato. Stevens y Faddja sobreviven a la explosión y deciden irse de vacaciones a París juntos. Sin embargo, en el avión, Stevens recibe una nueva asignación que lo lleva de regreso a Egipto.

## Reparto
- Roger Browne como Martin Stevens / Superseven.
- Fabienne Dali como Denise.
- Massimo Serato como Alex.
- Andrea Aureli como Il Levantino (como Andrew Ray).
- Dina De Santis como Tania.
- Antonio Gradoli como Yussef (como Anthony Gradwell).
- Stella Monclar como Nietta.
- Mino Doro como Il Professore.
- Franco Castellani como L'Ispettore Stugel.
- Claudio Biava como Hans.
- Emilio Messina como Nickols.
- Francesco De Leone como Prof. Gabin.
- Rosalba Neri como Faddja.
- Paolo Bonacelli como Capitán Hume.

## Recepción
«Una aventura de agentes secretos completamente carente de humor siguiendo la estela de las películas de James Bond, que une los ingredientes habituales del género sin distancias».
—Lexikon des internationalen Films